# Darryl Powell
Darryl Anthony Powell (* 15. November 1971 in Lambeth) ist ein in England geborener ehemaliger jamaikanischer Fußballspieler. Im zentralen Mittelfeld war er vor allem als Premier-League-Spieler von Derby County zwischen 1996 und 2002 bekannt. Dazu absolvierte er 21 Länderspiele für Jamaika und war Mannschaftskapitän bei der Fußball-WM 1998 in Frankreich.

## Sportlicher Werdegang

### Vereinskarriere
Powell ging im englischen Portsmouth auf das private St John’s College zur Schule und spielte ab dem Alter von 14 Jahren für die Nachwuchsauswahl des FC Portsmouth. Drei Monate nach seinem Schulabschluss debütierte er für die Profimannschaft des Klubs. Der sportliche Durchbruch bei „Pompey“, wie der damalige Zweitligist genannt wird, gelang ihm in seiner vierten Saison 1991/92 mit 36 von 46 möglichen Ligaeinsätzen. Sein bis dato bestes Jahr verbrachte er dann als Mannschaftskapitän in der Spielzeit 1994/95, als sich der „Linksfuß“ mit konstanten Darbietungen als zweikampfbetonter und passstarker Mittelfeldspieler für höhere Aufgaben empfahl – wenngleich Sperren aufgrund von Verwarnungskarten häufiger für Zwangspausen sorgten. So zog es Powell im Juli 1995 für eine Ablösesumme von 750.000 Pfund zum ambitionierten Ligakonkurrenten Derby County.
In Derby steuerte er bereits in seiner ersten Saison 1995/96 in 37 Ligapartien fünf Tore zum Gewinn der Vizemeisterschaft und den damit verbundenen Aufstieg in die Premier League bei. Unter der Regentschaft von Trainer Jim Smith etablierte sich Powell mit seinen Mannen in den folgenden fünf Jahren in der höchsten englischen Spielklasse, bevor das letzte Jahr nach dem Rücktritt von Smith im Oktober 2001 mit dem Abstieg in die Zweitklassigkeit endete. In der erfolgreichsten Ära des Klubs in der Premier League war Powell regelmäßiger Stammspieler und vereinsinterner Rekordhalter in der Premier League in Bezug auf 170 Einsätze und 50 Siege. Das Team zeichnete sich auch durch einen multikulturellen Kader aus, der neben Powell mit jamaikanischen Wurzeln, weitere prägende Spieler wie Paulo Wanchope aus Costa Rica, Stefano Eranio und Francesco Baiano aus Italien, Aljoša Asanović aus Kroatien und Mart Poom aus Estland beherbergte.
Kurz nach Beginn der Zweitligasaison 2002/03 fand Powell im September 2002 in der Premier League mit dem Aufsteiger Birmingham City ablösefrei einen neuen Erstligaverein, aber bereits im Januar 2003 zog er weiter zum Zweitligisten Sheffield Wednesday. Dort musste er einen weiteren Abstieg hinnehmen, bevor er zwei Jahre in der US-amerikanischen Major League Soccer in Diensten der Colorado Rapids stand. Nach seiner Rückkehr nach England versuchte er in der Schlussphase der Saison 2004/05 den Zweitligaabstieg von Nottingham Forest abzuwenden – letztlich (erneut) vergeblich.

### Jamaikanische Nationalmannschaft
Nachdem sich Jamaika für die WM-Endrunde 1998 in Frankreich qualifiziert hatte, zählte Powell zu den im Profifußball etablierten Spielern mit jamaikanischen Wurzeln, die in den Fokus zur Verstärkung der Nationalmannschaft gerieten. Sein erstes Länderspiel absolvierte dieser dann am 25. März 1998 beim 0:0 in und gegen Wales. Sein zweiter Auftritt gegen Südkorea Mitte Mai 1998 ging in Seoul zwar mit 1:2 verloren, aber Powell sorgte selbst für seinen ersten (und letztlich in der Länderspielkarriere einzigen) Treffer für Jamaika. Powell wurde anschließend in den Kader für das Turnier in Frankreich nominiert und führte das Team gar als Kapitän an. Nach der 1:3-Auftaktniederlage dort gegen Kroatien absolvierte Powell, der in der ersten Partie erst in der 69. Minute eingewechselt worden war, für Jamaika das zweite Gruppenspiel gegen Argentinien in der Startelf. Dort zählte vor allem die Bewachung von Ariel Ortega zu seinen Aufgaben. Nachdem dieser dann bereits in der 32. Minute das 1:0 für Argentinien erzielt hatte, wurde Powell nach einem zweiten harten Zweikampfeinsatz gegen Ortega in der Nachspielzeit der ersten Halbzeit vom Platz gestellt. Jamaika verlor die Partie danach deutlich mit 0:5 und schied anschließend (ohne den gesperrten Powell) nach der Gruppenphase aus.
In der Folgezeit blieb Powell eine feste Größe in der Nationalmannschaft. Das nächste große Ziel, die Qualifikation für die WM-Endrunde 2002 in Japan und Südkorea, wurde jedoch verpasst und Powell verabschiedete sich am 2. September 2001 nach insgesamt 21 Länderspielen mit einer 1:2-Heimniederlage in der WM-Qualifikation gegen Mexiko.

## Aktivitäten nach der Fußballerlaufbahn
Powell engagiert sich für die englische Profispielergewerkschaft PFA und erwarb im Jahr 2006 jeweils die Lizenz als Trainer und Spielervermittler.